# Jalav
Jalav (in russo Ялав?, in italiano "Bandiera") è una rivista letteraria russa in edizione bilingue (ciuvascio e russo), pubblicata su fogli formato A4. Con una tiratura di 3500 copie, fu fondata il 25 luglio 1924 da Nikolaj Jakovlevič Jut Zolotov a Čeboksary, dove tuttora ha la sua sede. La rivista pubblica frequentemente articoli di satira e critica, cronache, saggi, canzoni e poesie, riflessioni, opinioni e commenti dei lettori. Offre inoltre recensioni di importanti scrittori e figure di spicco della cultura e dell'arte della Ciuvascia, affrontando anche temi di attualità.

## Storia
La rivista vanta una lunga storia. Il suo primo numero uscì il 25 luglio 1924 con il nome di "Suntal" (in italiano: "incudine") e mantenne questa denominazione fino al 1941. Durante la Grande Guerra Patriottica, le pubblicazioni furono sospese. Nel gennaio del 1946, la rivista riprese le pubblicazioni regolari con il nome attuale di "Jalav".
Nel 2004, in concomitanza con la pubblicazione dell'80º numero, fu lanciata la versione web della rivista, con una veste grafica completamente rinnovata.